# Jupoata rufipennis
Jupoata rufipennis là một loài bọ cánh cứng trong họ Cerambycidae.